# Île des Pétrels
L'île des Pétrels est une île rocheuse de l'archipel de Pointe-Géologie (terre Adélie), situé en mer Dumont-d'Urville (océan Austral). C'est la principale île de l'archipel par son étendue (0,33 km2). Elle se trouve à 5 km du continent antarctique et accueille la base antarctique française Dumont-d'Urville.

## Description
Avec ses 0,33 km2, l'île des Pétrels est la plus étendue de l'archipel de Pointe-Géologie. Elle est d'une forme trapézoïdale, avec une côte ouest assez rectiligne (850 m de long) formée de falaises de glace sur la moitié de sa longueur ; une côte sud-est (600 m de long) échancrée par le névé en pente douce du Pré ; une côte est (400 m de long) jalonnée de cinq sommets escarpés (du sud au nord : mont Rose (22 m), mont Cervin (29 m), mont Joli (37 m), mont d'Or (33 m) et Petit Mont (21 m)) ; une côte nord-est de 550 m de long. Le nord-ouest de l'île, du cap des Barres (au nord-ouest) au rocher Jakobsen plus au sud, forme un vaste névé duquel ne ressortent que quelques affleurements rocheux. Entre ce névé et celui du Pré, la partie centrale de l'île, plus haute et plus rocheuse, culmine à La Cave (44 m),.
L'île des Pétrels est enserrée par un croissant d'îles qui la bordent à l'est, souvent à très courte distance. Du nord au sud : l'île Cuvier et l'île du Lion (maintenant disparues sous la piste du Lion) n'étaient ainsi qu'à respectivement 250 m et 150 m au nord ;  les îles Buffon  (qui ont subi le même sort) à 150 m à l'est ; l'île Lamarck à 250 m au sud-est ; l'île Jean-Rostand et l'île Alexis-Carrel à 150 m au sud.

## Historique

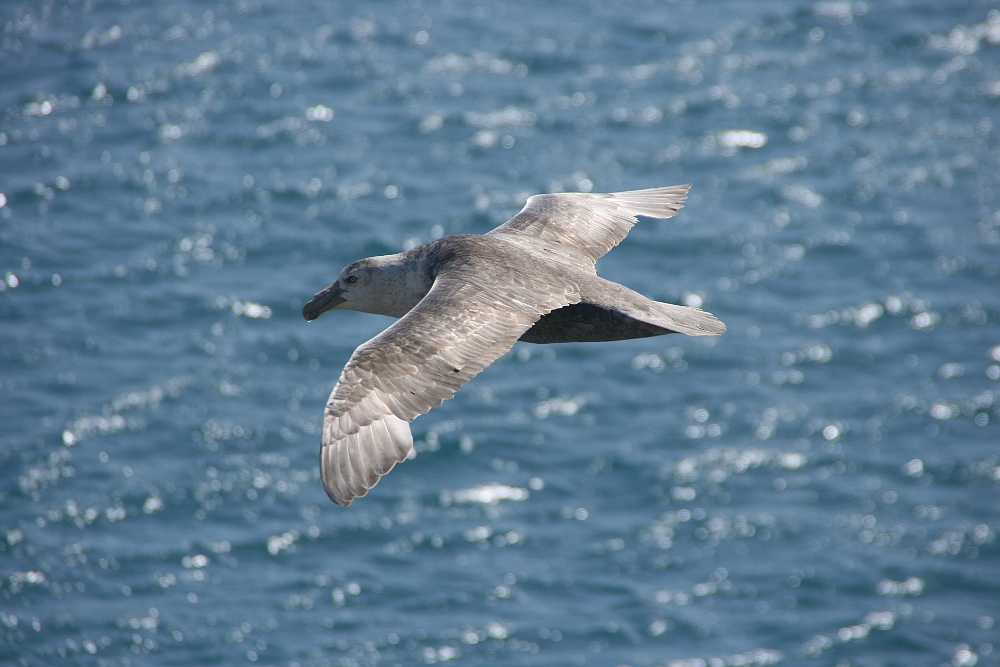
Pétrel géant en vol.

L'île est repérée sur les photographies aériennes prises par l'US Navy lors de l'Opération Highjump en 1946-1947. Mais ce n'est qu'en 1950, 110 ans après la découverte de la terre Adélie par Jules Dumont d'Urville en 1840, qu'un raid d'exploration lancé sur la banquise depuis la base de Port-Martin par la 3e expédition antarctique française en terre Adélie parvient jusqu'à l'archipel de Pointe-Géologie et prend pied sur l'île. Elle est à cette occasion cartographiée, et baptisée « île des Pétrels » en raison des nombreux nids de pétrels géants qui y sont découverts.
La découverte par cette même expédition d'une rookerie de manchots empereurs à quelques centaines de mètres au sud de l'île motive la décision des Expéditions polaires françaises (E.P.F.) d'implanter en 1952 une base qui ne devait être initialement qu'une annexe de la base principale établie à Port-Martin, 65 km plus à l'est. Mais, à la suite d'un incendie qui survient en janvier 1952, Port-Martin est évacué et la mission qui devait y hiverner est rapatriée. Sept hommes, sous la conduite de Mario Marret, décident néanmoins de rester dans la base annexe alors en cours de construction dans le sud de l'île à 15 m d'altitude. En janvier 1953, les sept hommes sont rapatriés, et l'île reste pour un temps vierge de toute occupation.

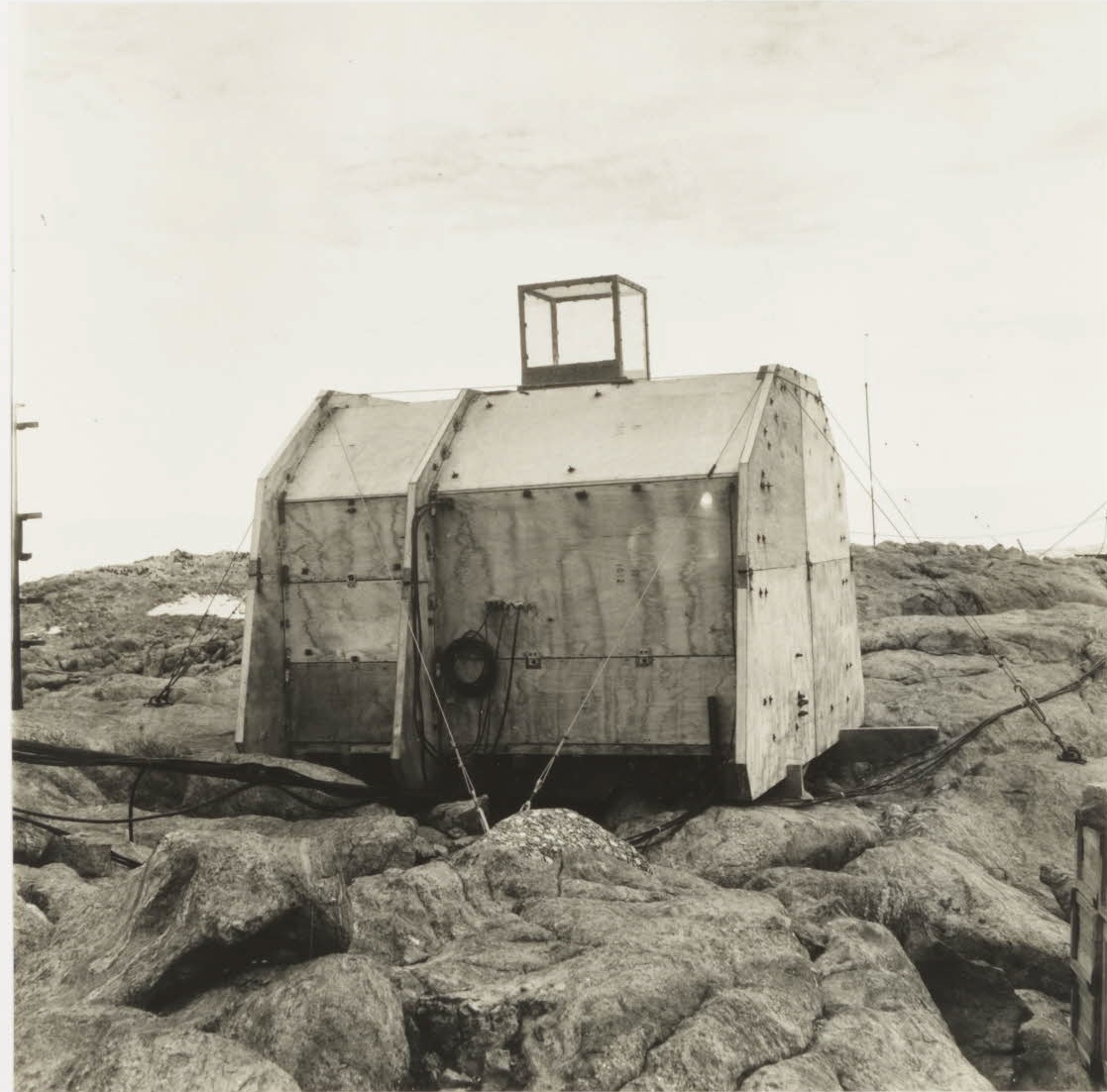
Ancien abri pour l'observation du ciel nocturne (1957-1958).

En prévision de la participation de la France à l'Année géophysique internationale (1957-1958), les E.P.F. établissent dès janvier 1956 une nouvelle base à quelques centaines de mètres de la base éphémère de 1952-1953. Celle-ci, dénommée base Dumont-d'Urville, est initialement prévue pour accueillir une vingtaine d'hivernants dans deux bâtiments construits 20 m plus haut au sommet de l'île. Cette base, occupée sans discontinuer depuis 1956, s'est progressivement étendue et enrichie de bâtiments et abris au fil des ans. Elle peut maintenant accueillir une trentaine de personnes en hivernage, et jusqu'au triple pendant les campagnes d'été (novembre à mars).
Cette longue occupation des lieux a laissé des traces dans la toponymie de l'île. Ainsi, le rocher Jakobsen, dans le sud de la côte ouest de l'île, porte le nom du capitaine du phoquier norvégien Norsel (en), qui débarqua le 2 janvier 1956 les hommes de la 6e expédition chargée d'établir la base Dumont-d'Urville,. Le cap des Barres, à l'extrémité nord-ouest de l'île, commémore la zone où furent implantées pour l'Année géophysique internationale 1957-1958 des barres fluxmètres permettant de mesurer le champ magnétique terrestre,. Tout près de là, le lieu-dit « Croix Prud'homme » marque d'une croix de fer le probable lieu de la disparition accidentelle du météorologue André Prud'homme le 7 janvier 1959,. Le Pont de la Croix, qu'on emprunte pour s'y rendre, fait référence au passage qui existe en cet endroit sous le névé épais d'une quinzaine de mètres, et qui fait communiquer le chenal du Lion avec le chenal Ouest,. Le col du Pendu, proche du point culminant de l'île et qui domine l'anse du Pré, commémore le mannequin pendu à un gibet que la 11e expédition avait mis en place pour accueillir le bateau de relève, en décembre 1961,. La « baie des Épaves », près du cap nord-est de l'île, était le lieu du mouillage habituel de deux embarcations hydrographiques, la Christiane et l'Évelyne, détruites lors d'une tempête pendant l'été 1962,. Le point culminant de l'île, La Cave, est le lieu où fut creusée dans le rocher une cave sismologique lors de l'été 1964,.

## Transport
La seule véritable « route » de l'île est une piste de 200 m de long reliant le haut du névé du Pré au centre de la base.
Un quai doté d'un portique de déchargement est implanté au sud-est de l'île, à proximité de trois dispositifs d'amarrage utilisés lorsque le bateau de ravitaillement mouille en travers du chenal Pedersen, entre l'île des Pétrels et l'île Jean-Rostand. Depuis la construction de la piste du Lion au nord-est de l'île, les opérations de déchargement se font cependant préférentiellement le long de cette digue. L'île dispose de plusieurs barques, bateaux semi-rigides et vedettes pouvant être utilisés lorsque l'état des glaces le permet.  
La majorité des déplacements depuis ou vers l'île se font en hélicoptère, à partir de deux hélisurfaces situées dans le nord et dans le sud de l'île. Ce mode de transport n'est pas toujours sans risque, étant donné les conditions météorologiques très changeantes. Le 8 février 1999, un hélicoptère Lama de la compagnie Héli-Union, lors d'un vol à très courte distance entre la base et L'Astrolabe amarré dans l'anse du Pré, percute le mont Caroline, un sommet de 40 m de haut situé à moins de 200 m du centre de la base ; l'accident fait trois morts. Le 28 octobre 2010, alors que L'Astrolabe est immobilisé par les glaces à 370 kilomètres de distance, un hélicoptère Écureuil effectuant un vol entre le bateau et la base s'écrase sur la banquise à 100 km de l'île ; les quatre occupants sont tués.

## Faune

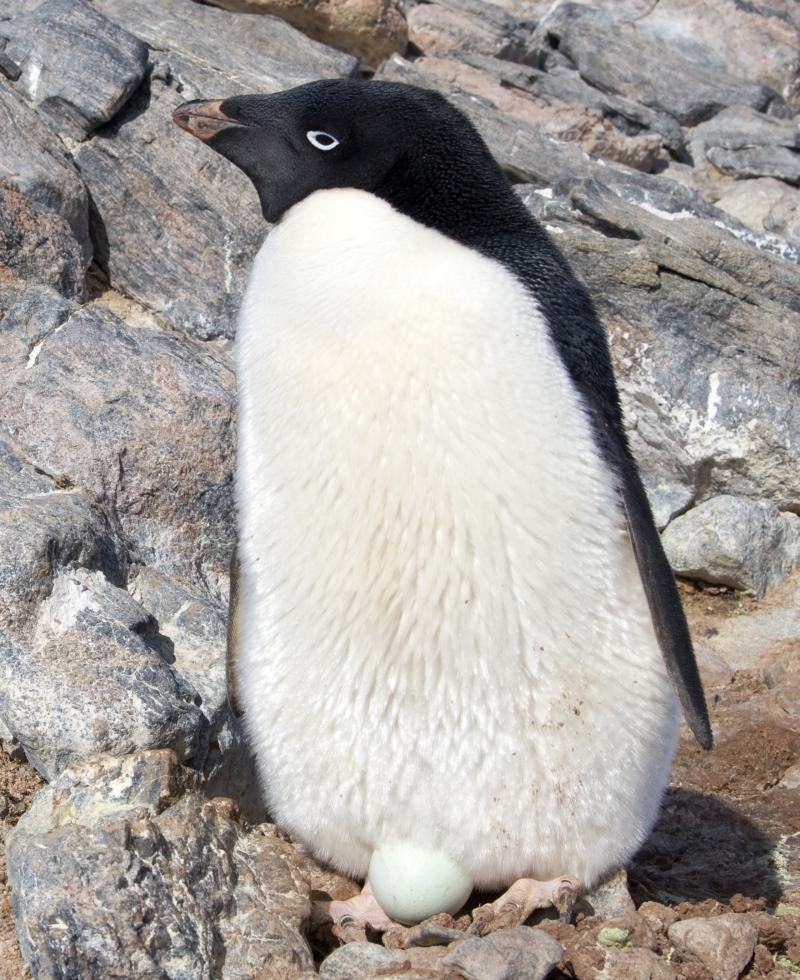
Manchot Adélie.

Malgré une présence humaine continue depuis les années 1950, les parties rocheuses de l'île, jusqu'aux dessous des bâtiments construits sur pilotis, sont colonisées par quelque 30 000 couples de manchots Adélie, et l'île aurait fort bien pu être dénommée l'« île des Manchots ». En été, le vacarme provoqué 24 h sur 24 par 60 000 individus et leurs poussins peut devenir assourdissant. Le lieu-dit « Le Toboggan », au milieu de la côte ouest, est l'un des rares endroits où les Adélie nichant au sommet de l'île peuvent accéder à la mer, par des sentes en épingles à cheveux encaissées dans une falaise de glace et de neige de 10 m de haut.
On retrouve par ailleurs les mêmes oiseaux que sur les autres îles de l'archipel : labbes, pétrels de Wilson, pétrels des neiges,  damiers du Cap et fulmars antarctiques. Tous ces oiseaux, comme les manchots Adélie, ne sont présents sur l'île que pour la nidation (octobre à mars).
Plus fragiles, les pétrels géants — qui avaient donné leur nom à l'île tant ils étaient nombreux, en particulier sur le mont des Géants, à l'extrême sud de l'île, — ont disparu de l'île à la fin du XXe siècle. Seule subsiste une vingtaine de couples sur la côte sud-est de l'île Jean-Rostand.
Le cap des Léopards, à la pointe nord-est de l'île, et celui des Éléphants à sa pointe sud attestent de la présence occasionnelle de ces deux mammifères marins, le premier par sa position stratégique pour surveiller les allées-venues des manchots, le second par sa plage de galets permettant le repos de jeunes éléphants de mer égarés sur les rives sud de l'océan Austral.

## Patrimoine
L'île compte deux sites et monuments historiques (SMH) officiellement répertoriés par le secrétariat du traité sur l'Antarctique :
- la base de Pointe-Géologie, plus connue sous le nom de « base Marret », dans le sud de l'île, baraque d'hivernage de Mario Marret et de ses six camarades en 1952 (SMH 47) ;
- la croix Prud'homme, à la pointe nord-ouest de l'île, probable lieu de la disparition accidentelle du météorologue André Prud'homme le 7 janvier 1959 (SMH 48).